# My Hope
My Hope – piętnasty album studyjny Anthony’ego B, jamajskiego wykonawcy muzyki reggae i dancehall.
Płyta została wydana 15 sierpnia 2005 roku przez hiszpańsko-niemiecką wytwórnię Minor 7 Flat 5 Records. Produkcją nagrań zajął się Andreas "Brotherman" Christophersen.

## Lista utworów
1. "My Hope"
2. "Global Awarness"
3. "More Pon More"
4. "Don't Cry" feat. Mark Wonder
5. "Strong Shoulder"
6. "Jah Alone"
7. "Dancehall Thing"
8. "Watch Over My Head"
9. "Girl Look Fine"
10. "Face Off" feat. Gentleman
11. "Rise Up" feat. Taffari
12. "Crown I"
13. "Rastaman She Love"

## Muzycy
- Mitchum "Khan" Chin - gitara
- Leebert "Gibby" Morrison - gitara
- Winston "Bo-Peep" Bowen - gitara
- Andrew Campbell - gitara basowa
- Donald "Bassie" Dennis - gitara basowa
- Melbourne "George Dusty" Miller - perkusja
- Leroy "Horsemouth" Wallace - perkusja
- Granville Thomas - perkusja
- Dean Fraser - saksofon
- Dwight Richards - trąbka
- Ronald "Nambo" Robinson - puzon
- Patrick "Tony Gold" Morrison - chórki
- Derek "Brian Gold" Thompson - chórki
- Leba Hibbert - chórki
- Boris Silvera - chórki
- Pam Hall - chórki